# Music & Voice
Music & Voice ist eine deutsche Party- und Popband. Sie wurde 1990 gegründet.
Die Band begleitet Künstler wie Frank Zander und ist Stammband des Berliner Sechstagerennens.
Die bisherigen und jetzigen Mitglieder der Band waren bereits in anderen bekannten Bands tätig, wie zum Beispiel der Drummer Manfred
Brückner bei Reinhard Lakomy, der Keyboarder Ulli Schreiner bei Wahkonda, der Gitarrist Gisbert Koreng (bis 2003) bei electra, der jetzige Gitarrist Hans-Peter Lange bei Petty Cats sowie die Sängerin Tina Hänsch bei den Jankowski Singers (Horst Jankowski).
Die Band spielte schon mit Tony Christie, Bernhard Brink, Manuela und Ted Herold und begleitete Frank Zander bei einer Weihnachtsfeier für Obdachlose.